# مدرسه آمریکایی اصفهان
مدرسه آمریکایی اصفهان (انگلیسی: American School of Isfahan: ASI) که در داخل و اطراف منطقه کلان‌شهری اصفهان ایران واقع شده است، از سال ۱۹۷۳ تا پایان ۱۹۷۸ یک مدرسه بین‌المللی ۱۲ ساله آمریکایی بود. بسیاری از معلمان این مدرسه اهل ایالات متحده یا اروپا بودند. تیم‌های ورزشی آن با سایر مدارس آمادگی دانشگاه‌های بین‌المللی و غربی در ایران، مصر و امارات متحده عربی رقابت می‌کردند.
در طول دهه ۱۹۷۰، ایران شاهد هجوم هزاران آمریکایی، اروپایی و آسیای شرقی بود که برای شرکت‌های صنعتی مشترک نظامی و غیرنظامی مختلف کار می‌کردند. بسیاری از آنها خانواده‌های خود را نیز به همراه آوردند، در نتیجه اصفهان به تنهایی تا سال ۱۹۷۸ میزبان یک جامعه غیر خاورمیانه‌ای با بیش از ده هزار نفر، از جمله ششصد هزار نفر ساکن خود، بود.
به دستور شرکت بین‌المللی هلیکوپتر بل، شرکت هواپیماسازی گرومن، شرکت خدمات بین‌المللی هواپیمایی نورثروپ،  (NWASI)، سازمان صنایع نظامی وزارت دفاع ایران و خدمات مدارس بین‌المللی (ISS)، مدرسه آمریکایی اصفهان را در سال ۱۹۷۳ برای آموزش فرزندان پیمانکاران خارجی تأسیس کردند. ثبت‌نام نسبتاً آزاد برای کسانی که مایل به پرداخت شهریه سالانه پنج هزار دلار (آمریکا) بودند، تعدادی از فرزندان خانواده‌های ایرانی‌های مرفه و همچنین فرزندان خارجی‌هایی که تحت حمایت شرکت‌های بزرگ نبودند را به این مدرسه اضافه کرد. علاوه بر این، ISS یک «مدرسه نمونه» برای فرزندان خانواده‌های نیروی هوایی شاهنشاهی ایران (IIAF) در پایگاه هوایی خاتمی در نزدیکی اصفهان ایجاد کرد.
آموزش پایه به زبان انگلیسی بود و بر اساس برنامه درسی آمادگی دانشگاه ایالات متحده متمرکز بود.
ثبت‌نام از کمتر از پنجاه دانش‌آموز در سال ۱۹۷۳ به بیش از ۶۰۰ دانش‌آموز در آغاز سال تحصیلی ۷۸-۷۹ افزایش یافت. انجمن فرهنگی ایران و آمریکا (ASI) که کار خود را از چند اتاق در انجمن فرهنگی ایران و آمریکا آغاز کرد، در نهایت چهار مرکز آموزشی در سراسر کلان‌شهر اصفهان برای پایه‌های دبستان تا دوازدهم تأسیس کرد.
این مدرسه در بحبوحه انقلاب اسلامی تعطیل شد و آخرین کارکنان و دانش‌آموزان در دسامبر ۱۹۷۸ آنجا را ترک کردند. متعاقباً، کتاب‌های درسی و کتابخانه مدرسه به یک مرکز تحقیقات معلمان اصفهان منتقل شد، در حالی که ساختمان‌های دبیرستان در شاهین‌شهر بخشی از یک پردیس اقماری دانشگاه صنعتی مالک اشتر (MUT) شدند.